# Supercoppa francese 2015 (pallavolo maschile)
La Supercoppa francese 2015 si è svolta il 22 dicembre 2015: al torneo hanno partecipato due squadre di club francesi e la vittoria finale è andata per la quarta volta, la seconda consecutiva, al Tours Volley-Ball.

## Regolamento
Le squadre hanno disputato una gara unica.

## Squadre partecipanti
| Squadra | Qualificazione                                      | Ultima partecipazione    |
| ------- | --------------------------------------------------- | ------------------------ |
| Paris   | Finalista play-off scudetto Ligue A 2014-15         | Supercoppa francese 2014 |
| Tours   | Vincitrice Ligue A 2014-15/Coppa di Francia 2014-15 | Supercoppa francese 2014 |

## Torneo
| 22 dicembre 2015 Salle Charléty, Parigi Durata: ? - Spettatori: ? | Tours | 3 - 1 | Paris | 27-25, 27-29, 25-21, 25-20 |